# Ait-Ben-Haddou
Ait-Ben-Haddou (in berbero: ⴰⵢⵜ ⵃⴰⴷⴷⵓ, Ayt Ḥaddu; in arabo آيت بن حدّو‎?) è nata come città fortificata, o ksar, lungo la rotta carovaniera tra il deserto del Sahara e l'attuale città di Marrakech. Si trova sul fianco di una collina lungo il fiume Ouarzazate. Il Ksar è considerato un ottimo esempio di architettura marocchina in terracotta ed è protetto dall'UNESCO come Patrimonio dell'umanità dal 1987.

## Storia
Il sito dello ksar è stato fortificato a partire dall'XI secolo durante il periodo della dinastia degli Almoravidi. Si ritiene che nessuno degli edifici attuali risalga a prima del XVII secolo, ma probabilmente furono costruiti con gli stessi metodi e progetti di costruzione utilizzati secoli prima. L'importanza strategica del sito era dovuta alla sua posizione nella valle di Ounila, lungo una delle principali rotte commerciali trans-sahariane. Il passo Tizi n'Tichka, raggiungibile tramite questo percorso, era uno dei pochi percorsi attraverso la catena montuosa dell'Atlante, attraversando Marrakech e la valle del fiume Draa ai margini del deserto del Sahara. Altre kasbah e ksour erano situate lungo tutto questo percorso, come la vicina Tamdakht a nord.
Oggi lo ksar è abitato solo da poche famiglie. Lo spopolamento nel corso del tempo è il risultato della perdita di importanza strategica della valle nel XX secolo. La maggior parte degli abitanti locali ora vive in abitazioni moderne nel villaggio sull'altra sponda del fiume e la loro economia è basata sull'agricoltura e soprattutto sul commercio legato al turismo. Nel 2011 venne completato un nuovo ponte pedonale che collega il vecchio ksar con il villaggio moderno, con l'obiettivo di rendere lo ksar più accessibile e di incoraggiare gli abitanti a trasferirsi nelle case storiche.
Il sito è stato danneggiato dal terremoto del settembre 2023 che ha colpito il sud del Marocco. Una prima valutazione dei danni ha evidenziato crepe e crolli parziali, con rischio di ulteriori crolli.

## Descrizione

### Il sito
Lo ksar si trova sulle pendici di una collina vicino al fiume Ounila (Asif Ounila). Gli edifici del villaggio sono raggruppati all'interno di una cinta muraria difensiva che comprende torri angolari e una porta, con abitazioni di varie dimensioni che vanno dalle case modeste alle alte strutture con torri. Alcuni edifici sono decorati nella parte superiore con motivi geometrici. Il villaggio ha anche una serie di edifici pubblici o comunitari come una moschea, un caravanserraglio, una kasbah (fortificazione simile a un castello) e il marabutto di Sidi Ali o Amer. In cima alla collina, che domina lo ksar, si trovano i resti di un grande granaio fortificato (agadir). Inoltre è presente anche una piazza pubblica, un cimitero musulmano e un cimitero ebraico. L'area al di fuori delle mura dello ksar era utilizzata per la coltivazione e la trebbiatura del grano.

### Materiale da costruzione
Le strutture dello ksar sono realizzate interamente in terra battuta, mattoni, mattoni di argilla e legno. La terra battuta (nota anche come pisé, tabia o al-luh) era un materiale altamente pratico ed economico, ma che richiedeva una manutenzione costante. Era fatta di terra e fango compressi, solitamente mescolati con altri materiali per favorire l'adesione. Le strutture di Ait-Ben-Haddou e di altre kasbah e ksour in tutta questa regione del Marocco utilizzavano tipicamente una miscela di terra e paglia che era relativamente permeabile e facilmente erosa nel tempo dalla pioggia.[8] Di conseguenza, villaggi di questo tipo possono iniziare a sgretolarsi già pochi decenni dopo il loro abbandono. Ad Ait-Ben-Haddou le strutture più alte furono realizzate in terra battuta fino al primo piano, mentre i piani superiori furono realizzati in mattoni più leggeri in modo da ridurre il carico dei muri.

## Restauro
Lo ksar è stato restaurato in modo significativo in tempi moderni, grazie in parte al suo utilizzo come location per le riprese di produzioni cinematografiche e alla sua iscrizione nella lista dei Patrimoni dell'Umanità dell'UNESCO nel 1987. L'UNESCO riferisce che lo ksar ha "preservato la sua autenticità architettonica per quanto riguarda la configurazione e i materiali" continuando a utilizzare materiali e tecniche di costruzione tradizionali ed evitando in gran parte nuove costruzioni in cemento. Un comitato locale è incaricato del monitoraggio e della gestione del sito.

## Cinema
Il luogo è stato usato come teatro di posa per numerosi film:
- Lawrence d'Arabia (1962)
- Sodoma e Gomorra (1967)
- Edipo Re (1967)
- L'uomo che volle farsi re (1975)
- Gesù di Nazareth (1977)
- Il gioiello del Nilo (1985)
- 007 - Zona pericolo (1987)
- L'ultima tentazione di Cristo (1988)
- Il tè nel deserto (1990)
- Kundun (1997)
- La mummia (1999)
- Il gladiatore (2000)
- Alexander (2004)
- Le crociate - Kingdom of Heaven (2005)
- Babel (2006)
- Una notte con il re (2006)
- Prince of Persia - Le sabbie del tempo (2010)
- The Bible (2012)
- Son of God (2014)
- Queen of the Desert  (2015)
- A Life On Our Planet (2020)
- Jezabel (2022)
- Il gladiatore 2 (2024)
- The Odissey (2026)

Il sito di Ait-Ben-Haddou è stato utilizzato anche in alcune scene della serie TV Il Trono di Spade (2011), della telenovela brasiliana O clone, nella serie TV Outer Banks sotto il falso nome di Agapenta (2024) e nella serie musical fantasy Galavant.